# Stadtbibliothek Spandau
Die Stadtbibliothek Spandau ist ein öffentliches Bibliothekssystem in Trägerschaft des Bezirks Spandau von Berlin, Abteilung Jugend, Bildung, Kultur und Sport. Die Bibliothek weist einen Medienbestand von rund 300.000 auf, die im Jahr 2022 von 420.832 Besuchern etwa 1,3 Millionen Mal entliehen wurden. Darüber hinaus organisierte die Bibliothek im gleichen Zeitraum 2383 Veranstaltungen, Führungen und Ausstellungen. Die Eröffnung fand am 25. Oktober 1920 statt.

## Geschichte

### Von der Volksbücherei zur Stadtbücherei
Am 24. Oktober 1920 wurde aus der 1907 entstandenen Volksbücherei die Stadtbücherei Spandau, mit einem Kapital von rund 100.000 Mark und einem Bestand von zunächst 9156 Büchern. Der Standort befand sich im ersten Stock des Kaufhauses Grand Am Markt 4, und das erste Jahr verzeichnet bereits 70.000 Ausleihen. Drei Jahre nach Eröffnung wurde im Alten Rathaus Am Markt 1 ein größeres Domizil bezogen, der Bestand wuchs schnell auf 25.000 Bände, es gab erstmals eine Jugendbibliothek. Mit dem Beginn der Wirtschaftskrise konnten sich viele Menschen kaum mehr private Bücherkäufe leisten, fast jeder zweite Spandauer Haushalt war mittlerweile Nutzer der Bibliothek. Ein dritter Umzug stand 1928 an, die Bücherei zog ins Dachgeschoss des neuen Spandauer Rathauses an der Carl-Schurz-Straße 2–6, und es gab bereits Zweigstellen in Staaken, Kladow und Gatow. In kurzer Zeit verdoppelten sich die Ausleihen, zu Beginn der 1930er Jahre waren sie auf 165.000 angestiegen. Dabei durfte jeder Leser nur ein Buch ausleihen, und es wurden erstmals Leihgebühren von einer Mark pro Vierteljahr erhoben.

### Nationalsozialismus
Nach der Machtübernahme der Nationalsozialisten wurde schnell damit begonnen gut ein Zehntel des Buchbestandes auszusortieren. Initiator war der damalige Büchereileiter Max Wieser, der zusammen mit Wolfgang Herrmann und Hans Engelhardt die sogenannte Schwarzen Listen erstellte. Dazu zählten Werke von Kurt Tucholsky, Anna Seghers, Erich Maria Remarque oder Erich Kästner. Zeitgleich gab es aber auch eine neue Grundliste mit „anzuschaffendem Schrifttum im Sinne der NS-Gleichschaltungspolitik“. Die jüdische Leiterin der Jugendbibliothek Hannah Hilheimer wurde ebenso entlassen wie der wissenschaftliche Mitarbeiter Hermann Stresau. Zu Beginn des Krieges wurden 9 der 13 Mitarbeiter zum Wehrdienst eingezogen, die Zweigstellen sowie der Lesesaal wurden geschlossen. Bis auf die Ausleihe sind alle anderen Arbeiten verboten.

### Nachkriegszeit
Die Hauptstelle der Bibliothek konnte am 8. Oktober 1945 wieder öffnen, Ende 1946 nahmen auch die übrigen Standorte wieder ihren Betrieb auf. 1950 wurde die neue Zweigstelle in Haselhorst eröffnet, 1953 jene in Hakenfelde. Ein neues Verbuchungssystem wurde in Spandau ersonnen und setzte sich unter dem Namen „Hakenfelder-System“ langsam in ganz Deutschland durch. 1956 zog die Hauptbücherei in das Gebäude einer ehemaligen Druckerei an die Seegefelder Straße 35 um. Spandau war zu dem Zeitpunkt mit einem Bestand von 86.000 Bänden Erwachsenenliteratur und 21.000 Jugendliteratur die größte Stadtbücherei Berlins. Dabei gingen viele weitere Neuerungen in der deutschen Bibliothekenlandschaft von Spandau aus, so etwa die Heimausleihe, die Sonnabend-Ausleihe oder der erste Einsatz von Lochkarten-Sortiermaschinen. 1974 erhielt das Hauptgebäude einen Anbau, das Angebot wurde in Richtung neuer Medien erweitert und umfasste bald Musikkassetten, CDs, Videos und später auch Software.
Nach dem Fall der Berliner Mauer stiegen die Nutzerzahlen weiter an, viele neue Leser kamen aus dem Umland hinzu, es gab sogar Rückgaben von Medien, welche 1961 ausgeliehen und über die Jahre aufbewahrt wurden. Ende 1991 wurde der erste PC angeschafft, die Ausleihzahlen stiegen auf über 500.000. Leider gab es in den folgenden Jahren aber auch schwierige Entscheidungen zu treffen, Sparmaßnahmen mussten durchgesetzt werden und das Personal verkleinert werden. 2001 zog die Hauptbibliothek nach 45 Jahren wieder in den historischen Stadtkern Spandaus zurück, in das ehemalige Postgebäude in der Altstadt Spandau an der Carl-Schurz-Straße 13, wo sie noch heute steht. Es folgte der Anschluss an den Verbund der Öffentlichen Bibliotheken Berlins (VÖBB). In der Stadtteilbibliothek Kladow wurde 2011 erstmals in Berlin die Selbstverbuchung mittels RFID eingeführt. 2020 wurde das 100-jährige Bestehen der Stadtbibliothek gefeiert.

## Einrichtungen
Derzeit befinden sich sieben verschiedene Einrichtungen im ganzen Bezirk verteilt.
|                                        | Adresse                               | Ortsteil           | Bestand               |
| -------------------------------------- | ------------------------------------- | ------------------ | --------------------- |
| Bezirkszentralbibliothek Spandau       | Carl-Schurz-Straße 13, 13597 Berlin   | Spandau            | 189.000               |
| Kinder- und Jugendbibliothek           | Carl-Schurz-Straße 13, 13597 Berlin   | Spandau            | 38.000                |
| Stadtteilbibliothek Falkenhagener Feld | Westerwaldstraße 9, 13589 Berlin      | Falkenhagener Feld | 27.000                |
| Stadtteilbibliothek Haselhorst         | Gartenfelder Straße 104, 13599 Berlin | Haselhorst         | 18.000                |
| Stadtteilbibliothek Heerstraße         | Obstallee 22F, 13593 Berlin           | Staaken            | 20.000                |
| Stadtteilbibliothek Kladow             | Sakrower Landstraße 2, 14089 Berlin   | Kladow             | 15.900                |
| Fahrbibliothek Spandau                 | 15 Haltestellen                       |                    | 19.000 (5000 an Bord) |

Die Stadtbibliothek Spandau nimmt am Verbund Öffentlicher Bibliotheken Berlins (VÖBB) teil und ist an den bundesweiten Fernleihverkehr angeschlossen.
Für Personen, die altersbedingt oder in anderer Weise hausgebunden sind, bietet die Stadtbibliothek Spandau den Service der „Heimausleihe“ an und bringt die Medien zu den Kunden nach Hause.
Die Stadtbibliothek Spandau besitzt auch einen Förderverein, der sie durch Spenden und Veranstaltungen unterstützt.

## Projekte
Mit Blick auf den 25-prozentigen Anteil der Spandauer, die einen Migrationshintergrund besitzen, führte die Stadtbibliothek Spandau in den Jahren 2011–2013 das Projekt IBIZA – Interkulturelle Bibliotheksarbeit in der Zentralbibliothek Spandau durch. Die Finanzierung erfolgte aus dem Programm BIST – Bibliotheken im Stadtteil des Landes Berlin aus Mitteln des EFRE (Europäischer Regionalfonds).
Im Projekt FABELHAFT versucht die Stadtbibliothek Spandau seit 2012, ihre Bibliotheken besonders für Familien attraktiver zu machen. Auch dieses Projekt wird aus Mitteln des Programms BIST – Bibliotheken im Stadtteil kofinanziert.
Einige Zweigstellen der „Bzb“ beziehen ihre Leistungen und Fördergelder aus dem sogenannten Quartiersmanagement; kurz „QM“, beispielsweise die Stadtteilbibliothek Falkenhagener Feld.
Mit der Beteiligung am Projekt TENIVER – Technologische Innovation in der Informationsversorgung, ebenfalls aus Mitteln der EFRE, hat Spandau seit 2009 die Selbstverbuchung von Medien mit Hilfe der RFID-Technik eingeführt.
Im Rahmen des Städtebauförderungsprogramms Stadtumbau West wurde 2012 ein ehemaliger Supermarkt zur Stadtteilbibliothek Falkenhagener Feld in der Westerwaldstraße umgebaut.